# 达开水库
达开水库位于中国广西壮族自治区贵港市北部，地处贵港、桂平、武宣交界的大瑶山余脉龙山之中，是以灌溉为主，兼有发电、防洪、养殖等功能的大（二）型水库，主坝位于武宣县桐岭镇龙山雅拔屯黔江支流马来河中下游，距桐岭乡15千米，距桂平市石龙镇20千米。因库区主要位于原桂平达开乡而得名。灌溉贵港、桂平两地10个乡镇。
达开水库除险加固工程于2009年9月开工。